# 폰트스 페레이라 드멜루
안토니우 마리아 드 폰트스 페헤이라 드 멜루(Fontes Pereira de Melo, 1819년 9월 8일 리스본 – 1887년 1월 22일)는 포르투갈의 정치가이자 공학자였다. 그는 당대의 선도적인 국회의원이자 정치인이었다. 그는 여러 직위 중 6번의 재무장관과 공공사업장관을 역임했다. 1871년부터 1886년까지 그는 포르투갈 총리를 총 11년 동안 세 번 역임했다.
폰트스 페헤이라 드 멜루는 주로 그의 이름에서 유래한 '폰티스무(Fontismo)'로 알려진 역동적인 산업 및 공공 인프라 정책을 시행한 것으로 기억된다. 그는 또한 자신이 시작한 산업화 과정에 따라 교육 개혁을 시행했다 (Instituto Industrial de Lisboa 및 포르투 공업학교 참조).

## 어린 시절
1819년 9월 8일 리스본에서 태어난 안토니우 마리아 드 폰트스 페헤이라 드 멜루는 포르투갈 해군 장교이자 후에 카보베르데 총독 및 국무장관을 역임한 주앙 드 폰트스 페헤이라 드 멜루와 그의 아내 자신타 베난시아 로사 다 쿠냐 마투스의 아들이었다. 그는 여섯 자녀 중 넷째였다.
폰트스는 14세가 채 되기 전에 절대주의자와 자유주의자 사이의 내전 중 포르투갈 왕립 해군 사관학교에 입학했다. 두 달 후인 1833년 10월, 절대주의 군대에 의한 리스본 포위 공격 중 어린 사관생도는 네이피어가 이끄는 도시의 성공적인 방어에 참여했다. 다음 3년 동안 그는 수학에서 뛰어나면서 사관후보생 훈련을 계속했다. 그는 1837년에 졸업했으며, 20년 동안 단 두 번만 수여되었던 뛰어난 공로 학생 상을 받았다.
1836년, 더 심층적인 학문을 추구하고자 폰트스는 육군학교에서 3년 과정의 군사 공학 과정에 등록했다. 그는 1839년에 왕립 공병대 소위로 졸업했다.
같은 해, 당시 카보베르데 총독이었던 아버지의 보좌관으로 임명된 폰트스는 그곳으로 이주하여 1842년까지 거주하면서 보고서와 지도를 작성하고 다양한 프로젝트에 참여했다. 21세에 폰트스는 카보베르데의 영향력 있는 상인의 딸인 마리아 조세파 드 소우사와 결혼했다. 리스본으로 돌아온 후, 그는 폴리테크닉 스쿨에서 천문학 과정을 수강했지만, 아내의 죽음, 그리고 곧이어 유일한 딸의 죽음이라는 개인적인 비극으로 그의 학업은 중단되었다. 그는 다시 결혼하지 않았다.
내전이 끝나고 자유주의자들이 승리한 후에도 나라는 정치적, 군사적 불안정 속에 머물렀다. 1846년 12월, 파툴레이아 반란 중, 살다냐 공작은 토흐스 베드라스에서 진격하는 혁명군과 대결하기로 결정했다. 살다냐는 그의 참모 중 한 명인 공병 장교 폰트스에게 전장 정찰을 지시했다. 정부군의 승리 후, 이 임무로 폰트스는 탑과 검 십자가와 원수-공작으로서의 인정을 받았다.
1848년, 살다냐가 정부 수반으로 있을 때, 그리고 그의 아버지가 해군 및 해외 장관으로 짧은 재직을 한 후, 폰트스는 카보베르데 선거구에서 의회에 출마했다. 이 선거구는 유권자 수가 매우 적었고, 그가 결혼을 통해 연결된 가족에 의해 통제되었다. 그의 당선은 처음에 야당 의원들이 지배하는 의회 위원회에 의해 거부되었지만, 많은 논란 끝에 최종적으로 승인되었다.

## 내각 의장

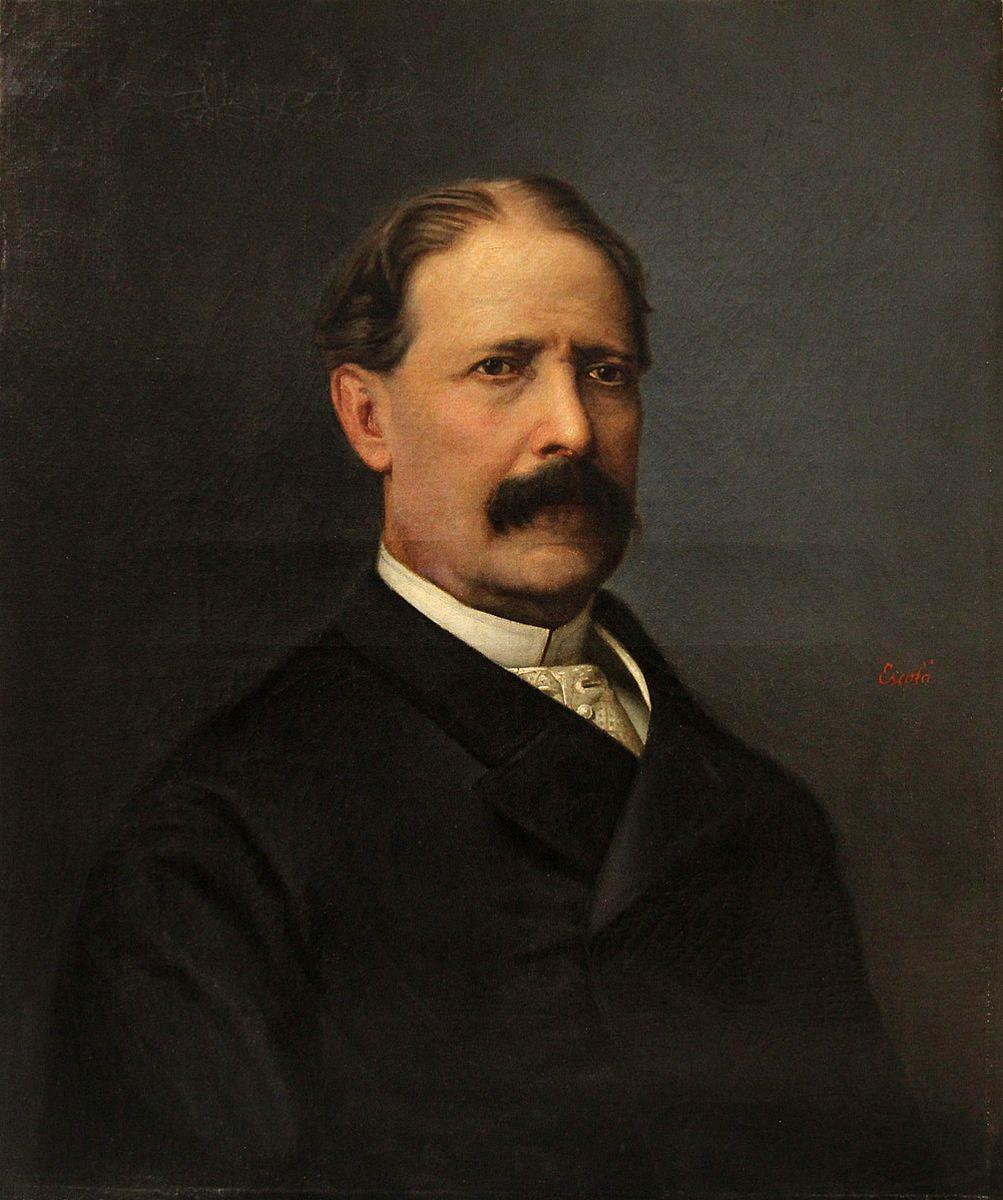
1881년 내각 의장으로 재직 중인 폰트스 페헤이라 드 멜루

그는 1850년부터 재생당 소속으로 출마했다. 그는 1871년 9월 13일 첫 번째 임기로 총리가 되었다. 이 정부는 1월 혁명과 완전히 혼란스러운 몇몇 정부 이후 국가를 재건했다. 그는 아빌라 후작의 뒤를 이어 총리가 되었고, 나중에 아빌라 후작이 그의 뒤를 이었다. 그는 1876년 은행 위기 이후 1877년에 물러났다. 1년 후 1878년 선거에서 그는 선거 승리 후 다시 총리가 되었다. 1년 후, 그는 내각에서 해임을 요청했고, 그는 사임했으며 안셀무 조제 브랑캉프가 그 내각을 구성했다.
1880년에 그는 1640년 12월 1일 중앙위원회의 위원장이었다. 1881년, 그는 아빌라 이 볼라마 공작의 죽음 이후 귀족원의 의장직을 맡게 되었다. 나중에 11월 11일, 폰트스는 새 정부를 구성할 준비를 하고 있었다. 그 새 정부의 주요 임무는 1885년에 공포된 헌법 추가법에 따라 국가의 헌법을 수정하는 것이었다. 이 법은 귀족원을 세습제에서 종신제로 바꾸었다. 그가 직접 수행한 군사 개혁에는 보병의 새 연대, 기병의 두 연대, 포병 등이 포함되었으며, 나중에 그는 더 많은 어뢰정을 구매하기 시작했다. 그는 1886년 2월 16일에 정부를 떠났다. 세 번째이자 마지막 임기를 마친 후, 그는 조제 루시아누 드 카스트루가 뒤를 이었다.

## 사망
1887년, 그는 내각에 대한 새로운 반대 운동을 준비하며 선거 작업을 적극적으로 지휘하던 중 병에 걸려 1887년 1월 22일 그가 살던 메르세스, 리스본의 6 파테오 두 티졸루 궁전에서 사망했다.

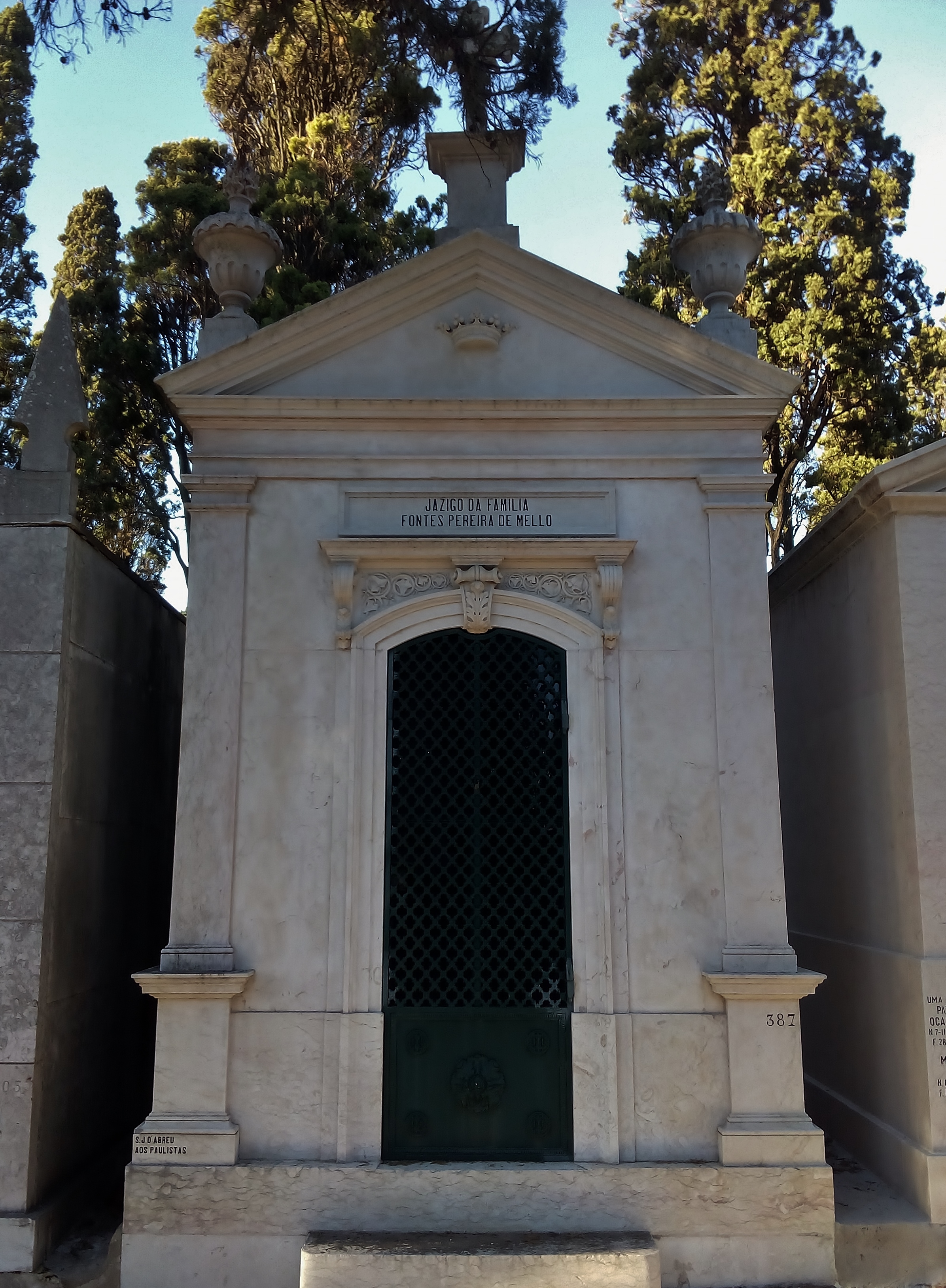
프라제레스 묘지에 있는 폰트스 페헤이라 드 멜루 가문의 묘

## 가족
그의 여동생 마리아 앙리에타 드 폰트스 페헤이라 드 멜루는 비센테 로드리게스 간하도와 결혼했으며, 폰트스 페헤이라 드 멜루의 초대 후작이라는 귀족 칭호를 받았다.

## 유산
카보베르데 북서부의 산투안탕섬 동쪽 끝에 있는 폰트스 페헤이라 드 멜루 등대는 그의 이름을 따서 명명되었다. 이 등대는 그가 총리로 재직하던 말년에 처음 건설되었고, 그가 총리직에서 물러난 해에 완공되었다. 현재는 폰타 두 툼부 등대로 불린다.

## 같이 보기
- 포르투갈의 역사
- 포르투갈

## 더 읽어보기
- Mónica, M. F. (1999). 《Fontes Pereira de Melo》 2판. Porto: Afrontamento. ISBN 972-36-0476-0.

| 공직                                   | 공직                    | 공직                                   |
| -------------------------------------- | ----------------------- | -------------------------------------- |
| 이전 안토니우 조제 드 아빌라 이 볼라마 | 포르투갈 총리 1871–1877 | 이후 안토니우 조제 드 아빌라 이 볼라마 |
| 이전 안토니우 조제 드 아빌라 이 볼라마 | 포르투갈 총리 1878–1879 | 이후 안셀무 조제 브랑캉프              |
| 이전 안토니우 로드리게스 삼파이우      | 포르투갈 총리 1881–1886 | 이후 조제 루시아누 드 카스트루         |